# Sunday (Hurts)
Sunday è un singolo del gruppo musicale britannico Hurts, pubblicato il 27 febbraio 2011 come quarto estratto dal primo album in studio Happiness.

## Descrizione
Il brano è stato scritto dagli Hurts e da loro prodotto in collaborazione con Jonas Quant. Il testo racconta la fine di una storia d'amore e delle domeniche in solitudine passate senza l'amata, nella speranza di un suo ritorno.
La versione del singolo pubblicata su supporto fisico contiene come b-side una reinterpretazione del brano Live Like Horses di Elton John, tratto dall'album The Big Picture.

## Video musicale
Il video è stato diretto da W.I.Z. e girato in Romania presso i MediaPro Studios. Alla realizzazione ha preso parte l'attrice rumena Laura Cosoi, già apparsa nel video precedente del duo, Better Than Love. Riguardo al video il cantante del duo, Theo Hutchcraft, ha dichiarato:

## Tracce
Testi e musiche degli Hurts, eccetto dove indicato.
CD promozionale (Regno Unito)
1. Sunday – 3:53

CD singolo (Regno Unito)
1. Sunday – 3:55
2. Live Like Horses – 5:14 (Elton John, Bernie Taupin)

7" (Regno Unito)
- Lato A

1. Sunday – 3:55

- Lato B

1. Sunday (Seamus Haji Mix) (Radio Edit) – 4:03

Download digitale
1. Sunday – 3:53
2. Sunday (Seamus Haji Remix - Radio Edit) – 4:04
3. Sunday (Midland Remix) – 6:50
4. Sunday (Tom Flynn Remix) – 7:01
5. Sunday (Glam as You Radio Mix) – 3:46

## Formazione
Gruppo
- Adam Anderson – strumentazione, programmazione
- Theo Hutchcraft – voce, strumentazione, programmazione

Altri musicisti
- Jonas Quant – strumentazione, programmazione, tastiera
- Stepehen Kozmeniuk – chitarra aggiuntiva

Produzione
- Hurts – produzione
- Jonas Quant – produzione
- Stepehen Kozmeniuk – ingegneria del suono
- Mike "Spark" Stent – missaggio
- Matt Green – assistenza al missaggio
- George Marino – mastering